# Balthasar Mentzer der Jüngere

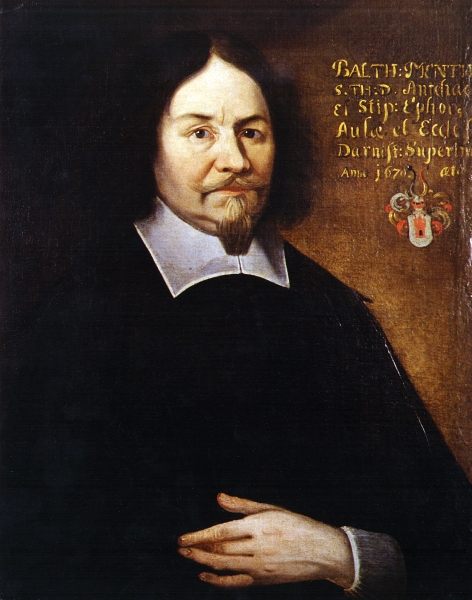
Gemälde aus der Gießener Professorengalerie

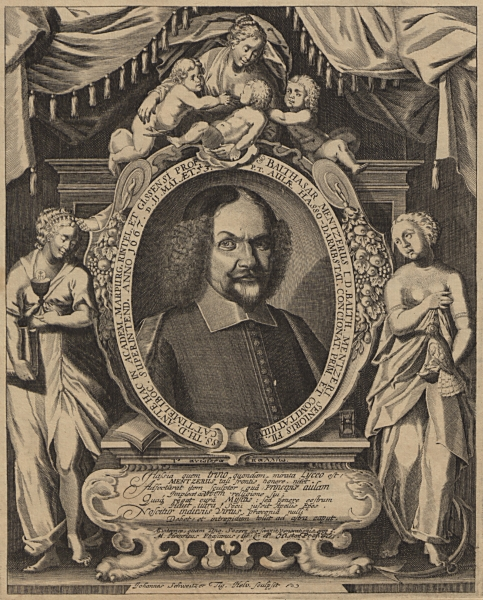
Kupferstich

Balthasar Mentzer der Jüngere (auch Balthasar Mentzer d.J. oder Balthasar Mentzer II.; * 11. Mai 1614 in Gießen; † 18. Juli 1679 in Darmstadt) war ein deutscher lutherischer Theologe. Balthasar Mentzer war wie sein Vater Balthasar Mentzer d. Ä. ein Vertreter der lutherischen Orthodoxie.

## Leben
Mentzer studierte 1628 an der Universität Marburg. 1630 disputierte er seine philosophische These De syllogismo infinito. Ab 1631 studierte er bei Johann Georg Dorsche und Johann Konrad Dannhauer an der Universität Straßburg sowie an der Universität Jena bei Johann Ernst Gerhard und Johannes Major.
1640 wurde er außerordentlicher Professor für Theologie und 1641 ordentlicher Professor der Philosophie an der Universität Marburg. 1642 wurde er in Theologie promoviert.
1646 wurde er als ordentlicher Professor der Theologie an der Universität Rinteln, als Nachfolger von Johannes Gisenius eingesetzt. Nach unruhigen Zeiten wurde er 1651 von Landgraf Georg II. von Hessen-Darmstadt als Professor an die wiedererrichtete Universität Gießen berufen. 1652 berief Georg II. ihn als Oberhofprediger und Superintendent nach Darmstadt.